# Roch Marc Christian Kaboré
Roch Marc Christian Kaboré (Ouagadougou, Burkina Faso, 25 d'abril de 1957) és un economista i polític burkinès, president de Burkina Faso, des del 29 de desembre de 2015.

## Biografia
Fill de professors, tot i que el seu pare acabà sent assessor tècnic del ministre de l'Interior i ministre d'Hisenda i de Salut Pública, en finalitzar el batxillerat, el 1975, Kaboré marxà a França a estudiar a la Universitat de Dijon, on es llicencià en Ciències Polítiques i s'especialitzà en Administració i Gestió d'empreses. Mentre era a la universitat, milità en la Federació d'Estudiants de l'Àfrica Negra a França (FEANF), influenciat pel Partit Comunista Francès i amb un compromís polític anticolonialista, on també van participar personalitats com Alpha Condé, president de Guinea-Conakry. Després d'acabar els seus estudis, Kaboré tornà a Burkina Faso, on s'integrà a la Unió de Lluita Comunista-Reconstruïda (ULC-R), un moviment que donava suport a la revolució del militar Thomas Sankara, conegut com el "Che Guevara" africà, que arribà al poder amb un cop d'Estat el 1983 i governà fins al 1987, quan fou assassinat i ocupà la presidència el seu amic Blaise Compaoré.
Un any després d'arribar al poder Sankara, Kaboré de només vint-i-set anys fou nomenat director general de Banc Internacional de Burkina Faso, càrrec que ocupà fins al 1989, quan Compaoré el designà ministre de Transport i de la Comunicació. Progressivament, Kaboré anà ocupant nous càrrecs ministerials, primer com a ministre d'Estat (1990), després d'Acció Governamental (1991), de Finances (1992) i, finalment, de Relacions amb les Institucions (1993), a més de ser elegit diputat des de 1991.
El 1994, quan es devaluà el franc CFA, moneda que utilitzen catorze països a l'Àfrica occidental i central, Kaboré fou nomenat primer ministre per la seva experiència en la banca, en un intent de gestionar i atenuar els efectes de la devaluació. El 1996, però, fou relegat a conseller especial de la Presidència, quan sembla que la seva relació va començar a deteriorar-se amb Compaoré. Altres al·ludeixen el 2010 com a data en què Kaboré se sent marginat en l'oficialista Congrés per la Democràcia i el Progrés (CDP). No obstant això, des de 2002 a 2012 Kaboré va exercir com a president de l'Assemblea Nacional i, des de juny de 2003 fins a 2012, com a president del CDP, on emergí com a possible successor de Compaoré.
Poc després s'inicià la polèmica sobre els efectes de l'article 37 de la Constitució, que impedia a Compaoré presentar-se a la reelecció en els comicis de 2015 i que s'intentà modificar el 2014 amb un referèndum que no s'arribà a celebrar, i una votació a l'Assemblea Nacional avortada per manifestants que van incendiar l'edifici. L'intent de modificació constitucional provocà protestes a Burkina Faso que van empènyer a Compaoré a deixar el poder el 31 d'octubre de 2014 i exiliar-se a la veïna Costa d'Ivori. Kaboré, que intentà dissuadir Compaoré de fer aquesta modificació, dimití el gener de 2014 com a president del CDP.

## President de Burkina Faso
Després d'una curta transició, el 29 de novembre de 2015 Burkina Faso celebrà eleccions presidencials, que foren guanyades per Kaboré al capdavant del nou Moviment Popular per al Progrés (MPP). Durant els seus cinc anys com a president, Kaboré ha implementat l'atenció mèdica gratuïta per a dones i nens menors de cinc anys, ha millorat el subministrament d'aigua potable, construït noves carreteres i ha tingut lloc la primera votació de burkinesos a l'exterior per a unes eleccions presidencials, entre altres èxits. No obstant això, no ha resolt problemes tan rellevants com la seguretat al país, que pateix resoldre els atacs jihadistes de Jama'at Nasr al-Islam wal Muslimin, Ansarul Islam i ISWAP, aliats a Al-Qaida i l'Estat Islàmic.
El novembre del 2020 se celebraren unes noves eleccions a Burkina Faso, que tornaren a donar a Kaboré com a guanyador a la primera volta, amb el 57,87% dels vots, i que el dugueren a un nou mandat presidencial de cinc anys.
El novembre del 2021, l'oposició amenaça de convocar grans manifestacions per exigir la seva dimissió si no soluciona la creixent inseguretat del país.
El 23 de gener de 2022, va ser detingut per membres de les Forces Armades de Burkina Faso durant un cop d'estat encapçalat pel tinent coronel Paul-Henri Sandaogo Damiba.